# Johann Friedrich Erdmann

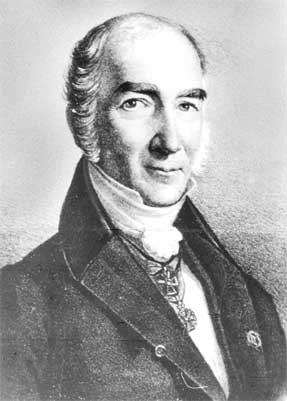
Johann Friedrich Erdmann

Johann Friedrich Erdmann (* 18. Juli 1778 in Wittenberg; † 28. Januar 1846 in Wiesbaden) war ein deutscher Mediziner.

## Leben

### Wittenberger Zeit
Johann Friedrich Erdmann erhielt seinen ersten Unterricht durch den Vater und den zehn Jahre älteren Bruder, und zwar in den Grundfächern und ersten lateinischen Übungen. An der Lateinschule erweiterte er seine Kenntnisse und erlangte die Befähigung zum Besuch der Universität seiner Vaterstadt.
1795 nahm Erdmann das Studium der Theologie mit der Richtung Kirchengeschichte auf; ein Jahr später wechselte er zur medizinischen Fakultät. Zum Doktor der Medizin promovierte er 1802. Der Titel seiner Doktorarbeit lautete: „Utrum aqua per electricitatem columnae a cel. Volta inventae in elementa sua dissolvatur?“. Sie hatte 40 Seiten in Quart. Schon an dieser Arbeit zeigt sich, wie sehr ihn die Polaritätslehre anzog, die er im Laufe seines Lebens weiter ausbildete und „worin er das geheimnisvolle Agens erkannte, welches unseren Organismus belebt“, wie ein Biograph später formulierte.
Nach dem Studienabschluss ging er auf Reisen, unter anderem kam er nach Wien, wo er bei Peter Frank hörte. 1804 habilitierte Erdmann sich als außerordentlicher Professor für Geschichte der Medizin und lehrte bis 1808 als ordentlicher Professor Pathologie und Therapie an der berühmten Alma mater Wittenbergensis, zudem praktizierte er als Kreisamts- und Landphysikus. Die letztgenannte Tätigkeit verlangte von ihm persönlichen Einsatz unter schwierigen Bedingungen. In dieser Zeit trat er 1809 der Leipziger Freimaurerloge Apollo bei.
Napoleon bedrückte seit 1806 die Einwohner der Festungsstadt Wittenberg, die nach dem Wiener Kongress 1815 dann an Preußen fiel. Aus Potsdam kam 1817 der Befehl zur Schließung der Hochschule, ihre Vereinigung mit der Universität Halle/Saale. Viele Wittenberger Dozenten wechselten schon vor der Auflösung an andere Hochschulen über oder sie folgten dem Ruf einer ausländischen Universität. Erdmann hatte zu dieser Zeit fortwährenden Ärger um die Beschaffung von Mitteln, die der Erweiterung des von ihm geleiteten klinischen Ambulatoriums dienen sollten. Als ihm das zu viel wurde, nahm er Urlaub, bereiste Oberitalien, die Schweiz und besuchte auch Paris. Als sich in Wittenberg danach der Ärger bei der Geldbeschaffung fortsetzte, zögerte er nicht länger und nahm seinerseits den Ruf an die eben gegründete Universität der tatarischen Gouvernements-Hauptstadt Kasan an.

### Kasaner Zeit
Im März 1810 traf er in dem Wolgastädtchen ein und wurde dort auf einen der wichtigsten Lehrstühle der neugegründeten Universität berufen: den Lehrstuhl für Pathologie, Therapie und Klinik. 1811 unterbreitete er den zuständigen Gremien einen ausführlichen Plan zum Bau einer Klinik mit drei Abteilungen (therapeutisch, chirurgisch und gynäkologisch). Dieser Plan fand die Zustimmung der Beratenden Kommission. Erdmann wurde mit der dankbaren Würdigung durch den zuständigen Kurator(den staatl. Beauftragten für den Lehrbetrieb) ausgezeichnet. Als es jedoch an die Realisierung ging (sofort wurden 6000 Rubel und für den Betrieb jährlich 5000 Rubel benötigt) wurde das Projekt auf unbestimmte Zeit verschoben. 7 Jahre bemühte sich Erdmann um die notwendigen finanziellen Mittel, ohne Erfolg. Er musste sich auf die Verwendung des klinischen Materials beschränken, das ihm das Allgemeine und das Universitätskrankenhaus boten, die seiner Leitung unterstellt wurden.
Der leidenschaftlich Reisende, der schon vor seiner Zeit in Kasan Frankreich, Italien und die Schweiz bereist hatte, unternahm auch von Kasan aus zahlreiche Expeditionen mit mannigfaltigen Zielen. Auf seinen Fahrten untersuchte er alle Erscheinungen, die ihn als Spezialisten interessierten. Gleichzeitig beobachtete er aufmerksam die verschiedenartigen Formen russischen Lebens.
1811 beschrieb er die Wirkungsweise der Sergeiewschen Mineralquellen, nachdem er sie aufs Genaueste chemisch analysiert hatte.
1812 untersuchte er die Schwefelquellen in der Umgebung der Stadt Tetjuschi.
1813 besuchte Erdmann zusammen mit seinem Kollegen Frea die Ruinen der antiken Stadt Bolgar, die er in einer bemerkenswerten Abhandlung beschrieb. In das Jahr 1813 fiel auch die sogenannte Fieberepidemie. In dieser Zeit widmete er sich freiwillig als Arzt dem Kampf gegen diese Seuche.
Bis zu seinem Abgang im Jahre 1817 (er war inzwischen 1. Dekan der med. Fakultät von Kasan) hatte er neben seiner Tätigkeit als Hochschulprofessor andere wichtige Ämter inne. So fungierte er als Schulvisitator für die Gouvernements Saratow, Simbirsk, Astrachan und Perm sowie Tobolsk. Neben der gewissenhaften Durchführung seiner Amtsgeschäfte fand er noch Zeit, sich eingehend mit Land und Leuten zu beschäftigen, ihre Sitten und Gebräuche zu studieren und spezielle Krankheiten zu beobachten. Diese Erkenntnisse fanden ihren Niederschlag in einem dreibändigen Werk: „Beiträge zur Kenntnis des Inneren Russlands“. Der erste Band ist ausschließlich der Beschreibung der med. und topographischen Bedingungen des Kasaner Gouvernements gewidmet und hat eigenständige Bedeutung.
Da Erdmann die Landessprache nicht beherrschte, hielt er seine Vorlesungen an der Universität auf Lateinisch. Man übertrug ihm die Leitung der Kasaner therapeutischen Klinik, bestellte ihn als Arzt des Gymnasiums. Darüber hinaus betrieb er eine Privatpraxis. Doch auf Dauer vertrug er das Klima der Gegend nicht; ein gichtisch-rheumatisches Leiden untergrub seine Schaffenskraft. Als der Entschluss zur Rückkehr nach Deutschland bereits gefasst war, erreichte ihn ein Ruf an die Universität Dorpat (Tartu). Er verließ 1817 Kasan; ein Jahr danach ernannte ihn der Senat der Universität Kasan zu ihrem Ehrenmitglied.

### Dorpater Zeit
An der seit 1632 bestehenden Dorpater Universität – dem „Kopf Estlands“ – nahm nun der Doktor Erdmann als ordentlicher Professor für Pathologie, Semiotik, Therapie und Klinik seine Tätigkeiten auf. Daneben betrieb er nur eine bescheidene Privatpraxis, allerdings größere Forschungen und schriftstellerische Arbeiten. Weil auch in Dorpat sein Gesundheitszustand sich nicht besserte, verließ er nach fünfjähriger erfolgreicher Arbeit den Platz und ging auf Urlaub nach Sachsen, wo er ab 1823 für vier Jahre königlich-sächsischer Leibarzt sowie Hof- und Medizinalrat in Dresden wurde. Der Hofdienst behagte ihm nicht. Er beschloss, doch noch einmal nach Dorpat zu reisen.
Ungeachtet eines inzwischen festgestellten Herzfehlers erweiterte er seine Tätigkeit, wurde noch Professor der Diätetik, Arzneimittel-Lehre und Geschichte der Medizin. Eine besondere Ehre war es für ihn, die Dorpater Hochschule auf der Zweihundertjahrfeier der Universität Helsingfors (Helsinki) repräsentieren zu dürfen. Acht Jahre leistete er als Dekan der medizinischen Fakultät, Leiter des Professoren-Instituts und Gründer der pharmakologischen Sammlung eine enorme Arbeit. Fortschreitende Krankheit zwang ihn 1842, aus dem Dienst zu scheiden. Hoch geehrt verließ der Wissenschaftler Russland, und wählte, auf Linderung seiner Leiden hoffend, Wiesbaden am Rhein zu seinem Wohnsitz.
Seit 1830 war er korrespondierendes Mitglied der Russischen Akademie der Wissenschaften in Sankt Petersburg.

## Wissenschaftliche Leistungen
Erdmann gehört zu den Dozenten die den Ruf der Wittenberger Universität, die durch hervorragende wissenschaftliche Arbeiten über Ländergrenzen getragen haben, als Repräsentant einer gründlichen und allumfassenden Gelehrsamkeit. Er verfasste über 40 wissenschaftliche Veröffentlichungen, so beispielsweise über die Klumpfüße bei Neugeborenen, über Wechselfieber und zu seinem Spezialgebiet, der Polarisationslehre.

## Familie
Johann Friedrich Erdmann wurde als Sohn des Archidiakonus und Magisters Johann Christoph Erdmann (1733–1812) und dessen Frau Christiane Eleonore, geborene Clausnitzer (geb. 1743) in Wittenberg geboren.
Verheiratet war er mit der aus dem estländischen Hagudi (Kreis Rapla) stammenden Friederika Anna Dorothea, geborene von Kalm. Das Paar hatte zwei Söhne:
- Karl Michael Theodor Friedrich Erdmann (1816–1887) war ein Mediziner in Dresden und verheiratet mit Cäcilie geborene Gilbert.
- Gustav Wilhelm von Erdmann, auch Эрдман, Густав Фёдорович (1818–1883) war ein russischer Marineoffizier, Vizeadmiral und Oberbefehlshaber der Häfen an der russischen Pazifikküste und Militärgouverneur der Provinz Region Primorje in Ostsibirien.

Um 1842 verließ Johann Friedrich Erdmann Russland und zog nach Wiesbaden, wo er am 28. Januar 1846 an den Folgen seiner Herzerkrankung verstarb.

## Schriften
- Beiträge zur Kenntniß des Innern von Rußland. 2 Bände. Meinshausen, Riga/Leipzig 1822–1826. 2 Bände. (Digitalisat Band 1), (Band 2,1),  (Band 2,2)
- Versuche über die Wasserzersetzung durch Voltas Säule. Gilberts Annalen der Physik 1802 Bd. XI. N 6)
- Beschreibung zweier von Dr. Brunner in Wien erfundenen voltaisch-elektrischen Apparate zur Entdeckung des Scheintodts und zur Wiederbelebung der Scheintodten. Ebenda 1802 Bd. XII Nr. 7
- Beschreibung einiger neuer voltaisch-elektrischer Apparate. Ebenda 1802 Bd. 12
- Beobachtung über die irdische Strahlenbrechung der Saratowschen und Astrachanschen Gouvernements. Ebenda, Bd. 57
- Galvanische Versuche, angestellt im Wiener Irrenhaus. Horn´s Archiv für med. Erfahrung. 1804 Bd. VI Heft 1
- Beschreibung einer verbesserten Bandage. Ebenda Heft 2
- Bemerkungen über das Wechselfieber und dessen Heilung. Ebenda Bd. I Heft 2
- Beiträge zur gerichtlichen Heilkunde. Ebenda Bd. III Heft 1
- Beiträge zur prakt. Heilkunde. Ebenda Bd. IV Heft 1
- Elementa organonomiae ex notione motus derivata. Wittenberg 1804
- Neue Bemerkungen über die Natur – Behandlung des Wechselfiebers. Horn´s Neues Archiv 1807
- De hidropis natura et euratione. Wittenberg 1804–10
- Auszug aus den Beschreibungen der Sergejewschen Mineralquellen, verfasst für die sibierisch-medizinische Akademie. Kasan 1811 – in russ. Sprache.
- De fructibus ex literarum studio in rempublicam redundantibus. Kasan 1819 (?)
- Einige Nachrichten über die Raskolniken. Stählins Archiv für alte und neue Kirchengeschichte. 1813 Bd. 1. Erläuterung: Das "Raskolniks" sind die russ. Altgläubigen, die sich im 17. Jh. von der herrschenden Kirche trennten. raskol=Trennung, Abfall.
- Kurze Schilderung der Landwirtschaft im Kasanschen Gouvernement. Neuer Ökonomischer Report für Livland, Bd. VII
- Die Ruinen Bulgars. Neue allgem. geogr. Ephemeriden, Bd. VII
- Beiträge zu der von Justus Friedrich Carl Hecker herausgegebenen "Litterarischen Annalen der gesammten Heilkunde". Berlin 1825
- Der russische Nationalcharakter. Polit. Journal 1928
- Siehe auch: Biogr. Lexikon der Prof. und Lehrer an der Kaiserl. Universität Kasan 1804-1904. Erschienen in Kasan 1904. Bd. II S. 378–81
- Siehe auch: Lexikon der Prof. und Lehrer der Kaiserlichen Universität Dorpat 1802-1902 unter der Redaktion von G.W.Lewitzki, Dorpat 1903 S. 115–119; 186; 298